# Bandera de Nauru

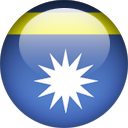
Imatge de botó de Nauru

La bandera de Nauru fou adoptada el 31 de gener de 1968 amb ocasió de la independència del país d'Austràlia. Fou creada per un habitant de l'illa que treballava pel fabricant de draps australià Evans.

## Simbologia
La banda groga sobre fons blau representa l'equador que travessa l'oceà Pacífic. La separació de la bandera en dues parts evoca la dualitat del lloc d'origen dels seus habitants.
L'estrella blanca situada sota la banda groga simbolitza la posició de l'illa de Nauru a 42 quilòmetres al sud de l'equador. Les dotze puntes de l'estrella simbolitzen les dotze tribus d'origen de la població del país, i el color blanc el fosfat que és l'única riquesa de Nauru.

## Història
Nauru, ha estat representat sota diferents banderes durant la història.

Imperi Alemany (21 d'octubre de 1887 - 4 d'agost de 1914)
Imperi Britànic (4 d'agost de 1914 - juny de 1921)
Austràlia (juny de 1921 - 26 d'agost de 1942)
Imperi del Japó (26 d'agost de 1942 - 13 de setembre de 1945)
Austràlia (13 de setembre de 1945 - 31 de gener de 1968)
Nauru (des del 31 de gener de 1968)